# Fritz Amreich
Fritz Amreich, bis 1940 Friedrich Amreich  (* 18. Juli 1895 in Stallhofen, Steiermark; † 13. Mai 1945) war ein österreichischer Politiker (NSDAP).

## Leben und Tätigkeit
Amreich wurde geboren als unehelicher Sohn der Bauerntochter Aloisia Amreich. Nach dem Schulbesuch erlernte er den Kaufmannsberuf und arbeitete als solcher in Mürzzuschlag. Zum 21. September 1926 trat er der NSDAP bei (Mitgliedsnummer 51.018). Nach dem Mai 1938 lebte er in Graz. Von Juni 1938 bis ins Frühjahr 1941 amtierte er als Kreisleiter der NSDAP in Mürzzuschlag. Daneben arbeitete er für die Gauleitung der NSDAP im Sudetenland. Von 1941 bis 1945 war Amreich Kreisleiter der NSDAP (Oberbereichsleiter) in Marienbad.
Am 14. Dezember 1943 zog Amreich im Nachrückverfahren für den ausgeschiedenen Abgeordneten Rudolf Schicketanz in den nationalsozialistischen Reichstag ein, dem er bis zum Ende der NS-Herrschaft im Frühjahr 1945 angehörte. Amreich starb unmittelbar nach Kriegsende am 13. Mai 1945.